# Урочище Одая
Уро́чище Ода́я — гідрологічний заказник місцевого значення в Україні. Об'єкт розташований на території Тальнівського району Черкаської області, в адмінмежах Лісівської сільської ради. 
Площа — 25 га, статус отриманий у 2011 році.